# Giro del mondo
Giro del mondo è un album dal vivo del cantautore italiano Luciano Ligabue, pubblicato il 14 aprile 2015 dalla Zoo Aperto e dalla Warner Music Italy.

## Descrizione
Documenta il Mondovisione Tour nelle varie tappe in cui è stato effettuato, comprese tra Stadi 2014 e Mondo 2014/15.
Oltre ai grandi successi del cantante emiliano, nella raccolta sono stati inseriti quattro brani inediti: C'è sempre una canzone (già interpretata da Luca Carboni nel suo album Fisico & politico), I campi in aprile (dedicato al partigiano Luciano Tondelli), Non ho che te e A modo tuo (interpretata in precedenza da Elisa nell'album L'anima vola).
L'album è stato pubblicato in edizione standard doppio CD e DVD singolo e in edizione deluxe composta da tre CD e due DVD o un BD.

## Tracce
CD 1
1. C'è sempre una canzone – 4:03
2. Il muro del suono (Live) – 4:44
3. Nati per vivere (adesso e qui) (Live) – 3:54
4. Vivo morto o X (Live) – 4:22
5. Per sempre (Live) – 3:52
6. Siamo chi siamo (Live) – 4:16
7. Ho messo via (Live) – 4:50
8. Il sale della Terra (Live) – 4:01
9. Una vita da mediano (Live) – 3:47
10. Bambolina e barracuda (Live) – 5:20
11. Certe notti (Live) – 4:34
12. I campi in aprile – 4:32

CD 2
1. Non ho che te – 3:29
2. Sono sempre i sogni a dare forma al mondo (Live) – 4:26
3. Tu sei lei (Live) – 4:23
4. Sulla mia strada (Live) – 4:08
5. Ti sento (Live) – 3:44
6. L'odore del sesso (Live) – 3:38
7. Tra palco e realtà (Live) – 4:44
8. La neve se ne frega (Live) – 3:36
9. Urlando contro il cielo (Live) – 3:50
10. Ho perso le parole (Live) – 4:34
11. Con la scusa del rock 'n' roll (Live) – 4:06
12. A modo tuo – 4:24

DVD
1. Il muro del suono
2. Nati per vivere (Adesso e qui)
3. Vivo morto o X
4. Per sempre
5. Siamo chi siamo
6. Ho messo via
7. Il sale della Terra
8. Una vita da mediano
9. Bambolina e barracuda
10. Certe notti
11. Sono sempre i sogni a dare forma al mondo
12. Tu sei lei
13. Sulla mia strada
14. Ti sento
15. L'odore del sesso
16. Tra palco e realtà
17. La neve se ne frega
18. Urlando contro il cielo
19. Ho perso le parole
20. Con la scusa del rock 'n' roll

CD 3/DVD2/BD presente nell'edizione deluxe
1. Balliamo sul mondo (Live) – 4:32
2. Quella che non sei (Live) – 5:56
3. Ciò che rimane di noi (Live) – 4:37
4. Il volume delle tue bugie (Live) – 4:07
5. Il giorno di dolore che uno ha (Live) – 4:43
6. Un colpo all'anima (Live) – 4:10
7. La terra trema, amore mio (Live) – 4:04
8. A che ora è la fine del mondo? (Live) – 4:32
9. Buonanotte all'Italia (Live) – 5:21
10. Piccola stella senza cielo (Live) – 5:53
11. Lambrusco & pop corn (Live) – 4:47
12. Non è tempo per noi (Live) – 5:58
13. Il sale della Terra (Video) – solo DVD e BD
14. Tu sei lei (Video) – solo DVD e BD
15. Per sempre (Video) – solo DVD e BD
16. Il muro del suono (Video) – solo DVD e BD
17. Siamo chi siamo (Video) – solo DVD e BD
18. Sono sempre i sogni a dare forma al mondo (Video) – solo DVD e BD

## Formazione
- Luciano Ligabue – voce, chitarra, bouzouki
- Federico Poggipollini – chitarra, cori
- Niccolò Bossini – chitarra
- Max Cottafavi – chitarra
- Davide Pezzin – basso
- Luciano Luisi – tastiera, cori
- Michael Urbano – batteria

## Classifiche

### Classifiche settimanali
| Classifica (2015) | Posizione massima |
| ----------------- | ----------------- |
| Italia            | 1                 |

### Classifiche di fine anno
| Classifica (2015) | Posizione |
| ----------------- | --------- |
| Italia            | 10        |